# Ung thư cổ họng
Ung thư cổ họng là một căn bệnh trong đó các tế bào ác tính phát triển ở vùng dưới cổ họng (khu vực nơi tiếp giáp thanh quản và thực quản).
Nó hình thành đầu tiên ở lớp ngoài (biểu mô) của phần dưới họng (phần cuối của họng), được chia thành ba khu vực. Sự tiến triển của bệnh được xác định bởi sự di căn của bệnh ung thư vào một hoặc nhiều khu vực và vào các mô sâu hơn.
Loại ung thư này là rất hiếm. Chỉ có khoảng 2.500 trường hợp được xác nhận ở Mỹ mỗi năm. Bởi vì điều này, ung thư cổ họng rất khó khăn để biết trong giai đoạn sớm nhất của nó và là một trong những ung thư tỷ lệ tử vong cao nhất của bất kỳ ung thư đầu và cổ nào

## Triệu chứng
Các triệu chứng của bệnh ung thư cổ họng bao gồm:
- Các hạch bạch huyết sưng ở cổ (dấu hiệu đầu tiên ở một nửa số bệnh nhân)
- Đau cổ họng ở một vị trí vẫn tồn tại sau điều trị
- Đau phát ra từ cổ họng đến tai
- Khó nuốt hoặc đau đớn (thường dẫn đến suy dinh dưỡng và giảm cân do không chịu ăn)
- Thay đổi giọng nói (ung thư giai đoạn cuối

## Nguyên nhân
Yếu tố đóng góp vào sự phát triển của hypopharyngeal ung thư bao gồm:
- Hút thuốc lá
- Sử dụng thuốc lá nhai
- Sử dụng rượu nặng
- Chế độ ăn nghèo nàn

## Phương pháp điều trị
Điều trị ung thư cổ họng phụ thuộc vào tiên lượng (cơ hội hồi phục), tuổi tác, giai đoạn và sức khỏe tổng quát của bệnh nhân. Bởi vì ung thư cổ họng thường tiến triển vào thời điểm chẩn đoán, điều trị cũng phụ thuộc vào mục tiêu tổng thể. Mục tiêu có thể đơn giản là giữ cho bệnh nhân nói chuyện, ăn uống được và thở bình thường.
Điều trị thường bắt đầu bằng phẫu thuật và sau đó là một đợt phóng xạ cho bệnh ung thư đã tiến triển qua Giai đoạn I. Đối với ung thư tiến triển, đó là điển hình của ung thư cổ họng, hóa trị liệu bổ trợ có thể được sử dụng. Điều này được thực hiện bằng cách dùng hóa trị trước khi phẫu thuật. Hóa trị liệu bổ trợ kết hợp với xạ trị và phẫu thuật đã mang lại kết quả tốt nhất cho bệnh nhân ung thư giai đoạn III và giai đoạn IV.